# Maomé VII de Granada
Abu Abedalá Almostaim ibne Iúçufe (em árabe: أبو عبد الله "المستعين" محمد بن يوسف; romaniz.: ʾAbū ʿAbd Allāh al-Mustaʿīn ben Yūsuf) ou Maomé VII, alcunhado Almostaim (مستعين; 1370 — 13 de maio de 1408) foi o 12º rei acérida de Granada, que reinou entre 1392 e a sua morte. Sucedeu ao seu pai Iúçufe II e foi sucedido pelo seu irmão Iúçufe III.
Após a morte do pai, Iúçufe II, a 3 de outubro de 1392, provavelmente devido a envenenamento, Muhammed al-Musta`in ascendeu ao trono de forma violenta, afastando o seu irmão Iúçufe, o herdeiro legítimo. Logo que tomou o poder assinou paz com Castela e os Merínidas de Marrocos. Contudo, seria durante o seu reinado que começou a degradação das boas relações com Castela, que remontava a 1344, devido à amizade entre Maomé V e Pedro I de Castela.
Maomé VII tirou partido da menoridade de Henrique III de Castela, lançando ataques contras as zonas fronteiriças do seu reino. As campanhas contra Jaén e Múrcia foram particularmente duras. Os cristãos também empreenderam campanhas militares contra Granada com frequência. Durante o verão de 1393, farto da arrogância e intrigas do vizir ibne Zanraque, que substituiu ibne Alcatibe, que se havia refugiado em Marrocos devido às intrigas de ibne Zanraque, Almostaim manda matá-lo.
Em 1396, o mestre da Ordem de Alcântara, a quem um eremita tinha predito uma vitória fulgurante, empreende uma cruzada para conquistar Granada, para o que reuniu 300 cavaleiros e alguns milhares de infantes indisciplinados. Logo após terem cruzado a fronteira, a 26 de abril de 1396, sofreram uma pesada derrota.
Em 1406, João II sucede ao seu pai no trono de Castela quando tinha apenas dois anos de idade. Tal não impede as tropas castelhanas de tomarem a iniciativa de campanhas como a que culminou na tomada de Zahara de la Sierra, uma fortaleza com reputação de inexpugnável, em 1407 pelo infante D. Fernando. A reconquista desta praça-forte pelos nacéridas em 1481 virá a servir de pretexto para as campanhas castelhanas que resultariam no fim da dinastia.